# 拜貝希萊恩河
49°07′39″N 10°50′28″E / 49.12750°N 10.84102°E
拜貝希萊恩河（德語：Beibächlein），是德國的河流，位於該國東南部，由巴伐利亞負責管轄，河道全長4.2公里，流域面積2.7平方公里，發源自貢岑豪森以南。